# Euroliga 2006./07. (kuglačice)
Euroliga 2006/07. je bilo europsko športsko klupsko natjecanje u kojem su sudjelovali najbolji europski ženski kuglački klubovi.
Završni turnir se odigrao u Podbrezovoj u Slovačkoj, 31. ožujka i 1. travnja 2007., zajedno sa završnim turnirom za muške.

Sudionice su bili hrvatski klub "Podravka", rumunjski "Targu Mureş", njemačka "Victoria" i slovenski "Brest".
- poluzavršnica

31. ožujka

 Podravka -  Targu Mureş 5:3

 Victoria -  Brest 5:3
- završnica

1. travnja

 Victoria -  Podravka 5:3
Kuglačice njemačke "Victorie" su europske prvakinje za 2006/07.